# Gelsentrabpark
Gelsentrabpark, av travbanan skrivet GelsenTrabPark (även kallad Trabrennbahn Nienhausen eller Trabrennbahn Gelsenkirchen) är Tysklands största travbana, belägen i Gelsenkirchen. Banan som öppnades 1912, har idag en publikkapacitet på ca 30 000 personer. Banan arrangerar storlopp som bland annat Elite-Rennen, Bild-Pokal och Grand Prix de Gelsenkirchen. På banan körs loppen i högervarv. 

## Historia
Så tidigt som 1909 grundades Traberclub Dortmund och 1912 öppnades banan, som då var känd som Nienhauser Busch. Den 29 september 1912 klockan 14:15 startade det första travloppet på Nienhauser Busch i Rotthausen. Den första vinnaren hette Intimus. På grund av stora framgången begärde klubben ytterligare tolv dagar racing för det följande året, men endast två godkändes. Även för år 1914 godkändes endast två dagar med racing, den andra ägde inte rum, sedan första världskriget hade brutit ut.
1947 grundades banans största lopp, Elite-Rennen, som var ett lopp för de bästa tyska travhästarna, men omfattningen utvidgades snart till europeiska hästar. 1950 byggdes ytterligare stallplatser, och banan hade nu plats för mer än 400 hästar. År 1952 hade man 59 tävlingsdagar och för första gången översteg prispengarna sammanlagt en miljon DM.

### Från travbana till metropol
År 1962 moderniserades tävlingsbanan ytterligare, efter att ha ingått ett leasingavtal med staden Gelsenkirchen. Bland annat ökades banbredden från 20 till 24 meter, och det installerades ett kraftfullare strålkastarsystem. 1965 hade banan plats för nästan 10 000 besökare. Samma år bestämdes det även att framtida lopp skulle köras i högervarv. 1969 installerades totomaskiner, som gjorde vadhållning möjlig. Banan kunde i slutet av 1960-talet annonsera sig som en av Europas större metropoler.

### Banan idag
Banan har en längd på 1 200 meter. Loppen körs över distanserna 2600, 2000 och 1609 meter. Loppdagar är vanligtvis torsdagar, fredagar och söndagar. Den första maj arrangeras alltid banans största lopp, Bild-Pokal. Banan arrangerar även loppmarknad på tävlingsfria dagar.

## Galleri

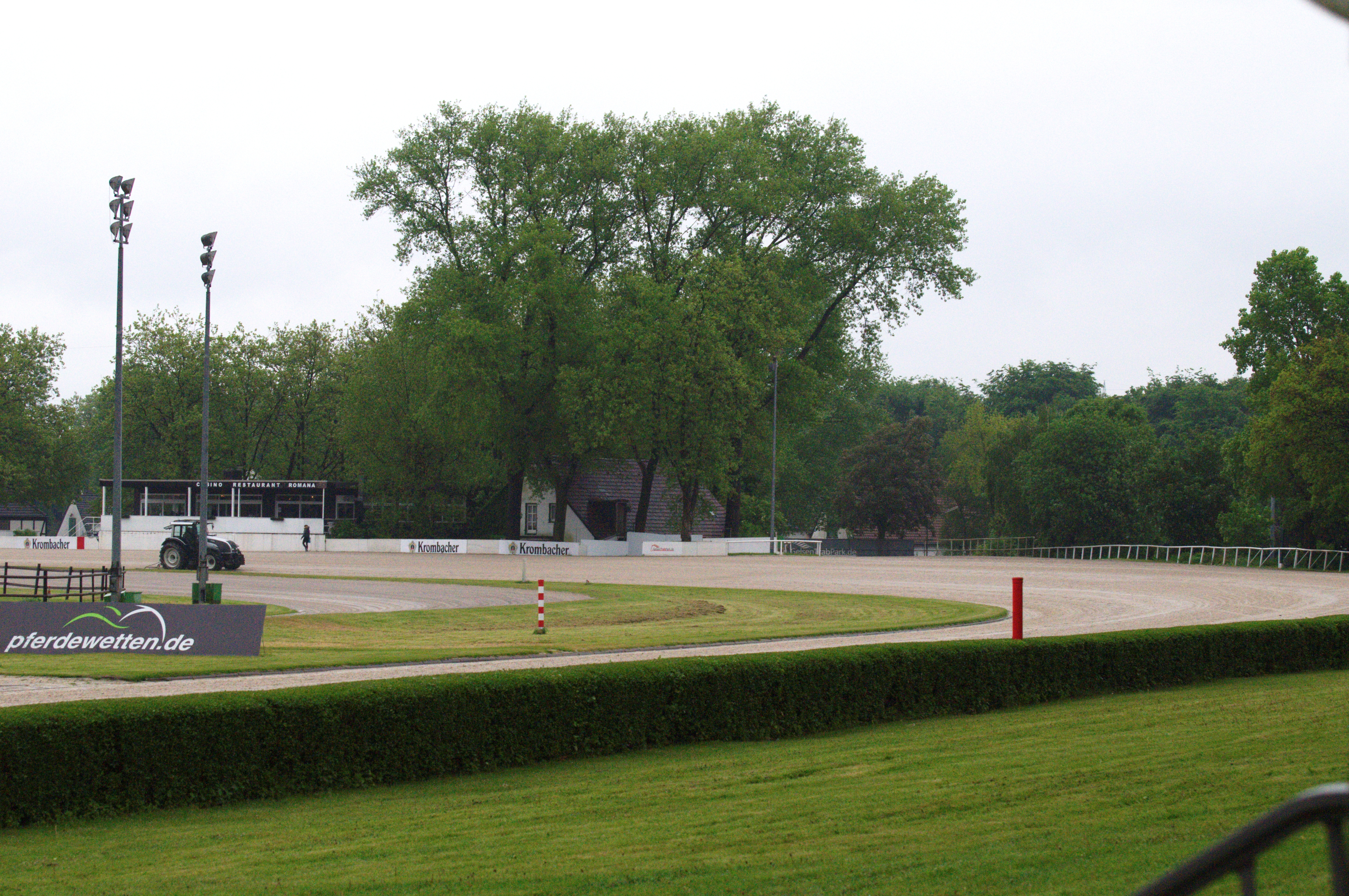
Vy över travbanan
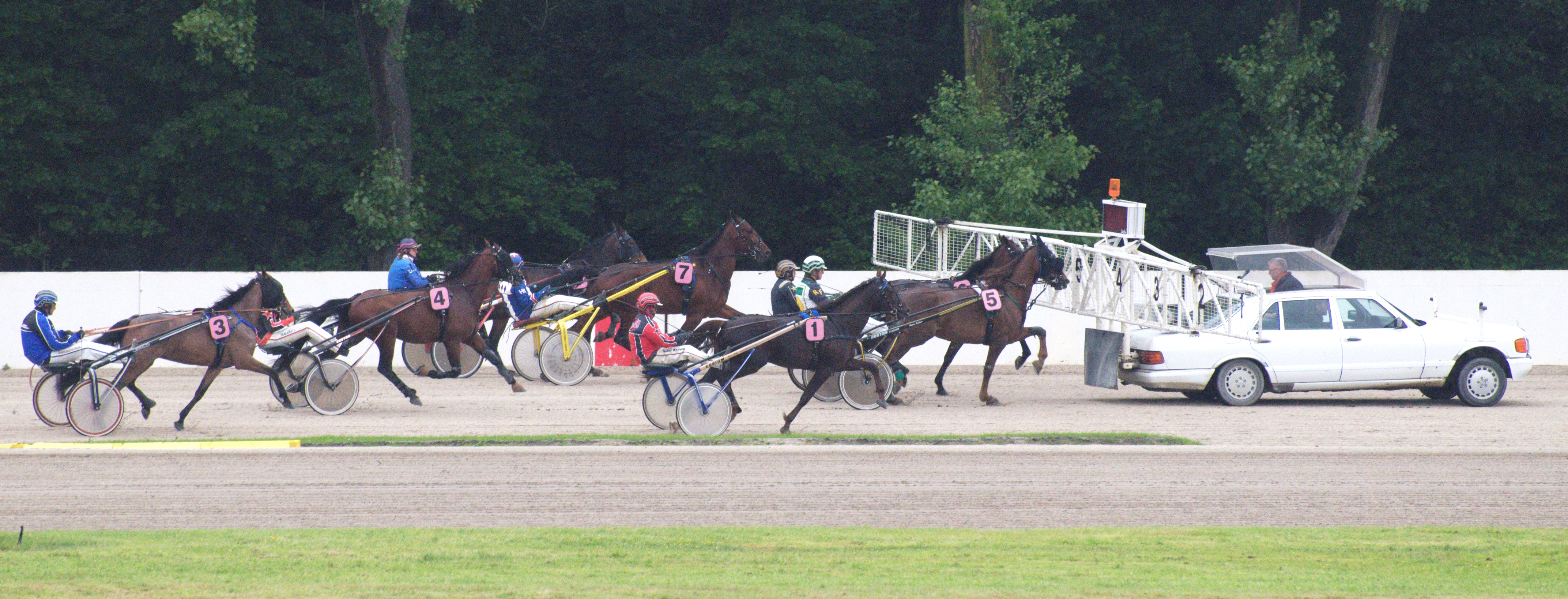
Lopp startas med autostart
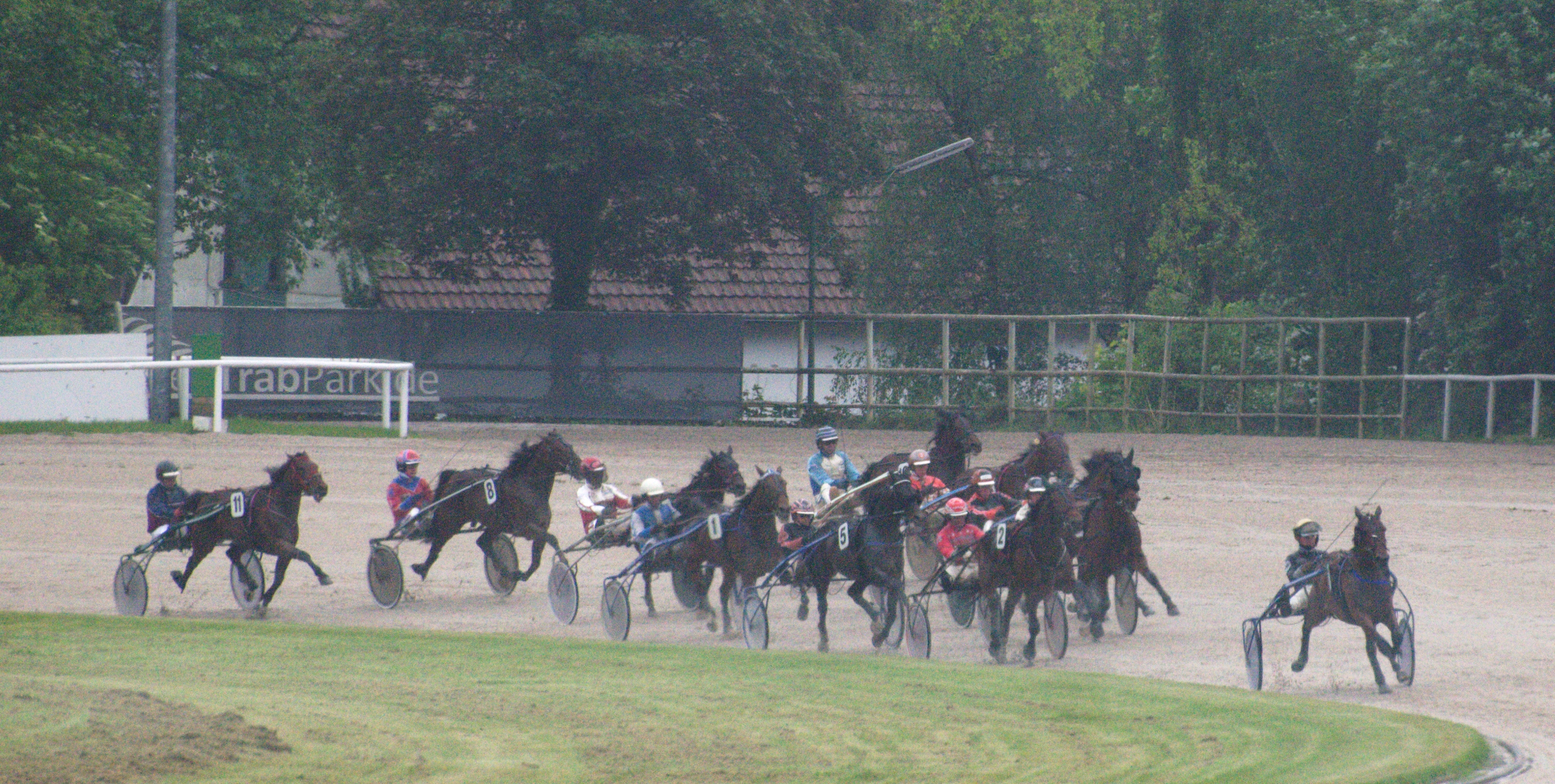
Travlopp under Helden und Helfer-dagen, Maj 2013
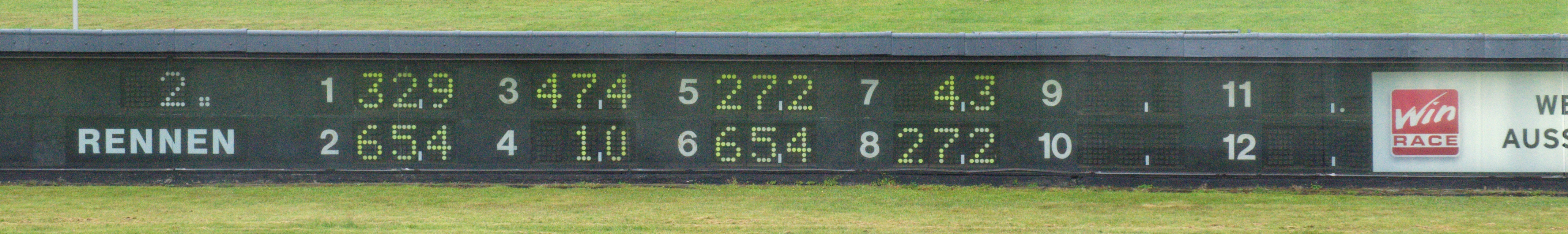
Elektronisk totoanläggning